# 브라이언 맥카디
브라이언 맥카디(Brian McCardie, 1965년 1월 22일~2024년 4월 27일)는 영국의 배우, 연극 배우, 영화배우, 텔레비전 배우이다.

## 방송
- 라인 오브 듀티 시즌2
- 라인 오브 듀티 시즌1
- 살인의 역사 1

## 영화
- 포 도즈 인 페릴(2013년)
- 필스(2013년)
- 라인 오브 듀티 시즌1(2012년)
- 셸(2012년)
- 소울보이(2010년)
- 댐드 유나이티드(2009년)
- 영웅과 악인(2007년)
- 엘리 파커(2005년)
- 머피스 로우(2003년)
- 비욘드 더 시티 리미츠(2001년)
- 비포 뉴 이어(1999년)
- 스피드 2(1997년) - 머세드 역
- 고스트 앤 다크니스(1996년)
- 롭 로이(1995년)